# Taurino Parvis
Taurino Parvis   (Torí, 15 de setembre de 1879 - Barcelona, 9 de maig de 1957) fou un tenor italià, que va ser també definit com a "baríton intel·lectual".

## Biografia
Va estudiar música (violoncel) i cant primer a Torí, amb el mestre Wilkinson, i després es va perfeccionar a Milà amb el mestre Vanni. Al mateix temps va continuar els seus estudis universitaris de Dret a la Universitat de Torí, títol que va obtenir el 1903.
Contractat per la companyia de cant creada per la soprano napolitana Emma Carelli, va debutar l'any 1900 en la primera representació brasilera de l'òpera Iris de Pietro Mascagni, en el paper de Kyoto, a l'Òpera de Rio de Janeiro.
El seu debut a Itàlia va tenir lloc l'any 1901 al Teatre Municipal de Cesena en el paper de Marcello de La bohème de Giacomo Puccini. Al començament de la seva carrera va actuar als principals teatres de la província, a Reggio Emilia, Piacenza, Mòdena, Sanremo, Terni i Conegliano. Va fer el paper de De Siriex de Fedora d'Umberto Giordano al Teatre Donizetti de Bèrgam el maig de 1904. Les temporades 1904, 1905 i 1906 va participar en una gira americana, actuant als escenaris dels principals teatres de les ciutats d'Amèrica del Nord; al Metropolitan Opera de Nova York va debutar al novembre com a Enrico de l'òpera Lucia di Lammermoor de Gaetano Donizetti, amb Marcella Sembrich, Enrico Caruso i Marcel Journet. El mateix any va cantar un rol secundari en aquell teatre, el de Morales de Carmen de Georges Bizet, amb Journet, el de Mercutio a Roméo et Juliette de Charles Gounod, de nou amb Journet, Alfio de Cavalleria rusticana de Pietro Mascagni, Schaunard de La bohème, amb Nellie Melba, Caruso, Antonio Scotti i Journet, i Silvio de Pagliacci de Ruggero Leoncavallo amb Caruso i Scotti.
Més tard va cantar a Filadèlfia, Los Angeles, San Francisco, Chicago, Boston, Omaha, Minneapolis, Pittsburgh, Kansas City i Helsingør. Al Teatro alla Scala de Milà va debutar el 1908 en el paper de Gerard de l'òpera Andrea Chénier de Giordano. La temporada de 1911 va cantar a la primera actuació per al Teatro Regio de Torí el paper de Sheriff Rance de La fanciulla del West de Puccini. La temporada 1910-1911 va cantar al Gran Teatre del Liceu, participant en Die Meistersinger von Nürnberg de Richard Wagner i en Madama Butterfly de Puccini.
Parvis tenia un ampli repertori representat per una setantena de papers, incloent-hi obres del primer romanticisme, del repertori wagnerià i de l'òpera verista. A més, gràcies també a les seves particulars característiques vocals i a la seva forta presència escènica, cal recordar-ho en obres de principis del segle XX de compositors italians contemporanis, com ara Amilcare Zanella, Marco Falghieri, Primo Riccitelli, Vincenzo Michetti i Luigi Mancinelli. Va cantar amb els cantants més grans de l'època, com ara els tenors Enrico Caruso, Miguel Fleta, Francesco Merli i Aureliano Pertile, i les sopranos Lucrezia Bori, Ester Mazzoleni i Bianca Scacciati.
Entre 1905 i 1907 enregistrà nombroses àries d'òpera per als segells discogràfics Columbia, Zonaphone, Pathè Record, Edison Record i Società Fonografica Napoletana. Va cantar en diversos teatres internacionals. "Les parts que més van distingir la seva carrera van ser les del xèrif Jack Rance, de Falstaff i Scarpia, on el baríton podia mostrar sense parsimònia la força de la seva veu i les seves notables habilitats com a gran actor". La carrera de Parvis va durar més de trenta anys: es va retirar dels escenaris a principis dels anys trenta, interpretant per última vegada el paper de Ping de Turandot de Puccini. Va reprendre la seva activitat legal i es va traslladar a Espanya, on es va convertir en l'agent local de totes les companyies cinematogràfiques italianes. Va emmalaltir i no va sobreviure a una cirurgia difícil.

## Repertorio
- Domenico Cimarosa
  - Il matrimonio segreto (Conte Robinson)
- Gioachino Rossini
  - Il barbiere di Siviglia (Figaro)
  - Guglielmo Tell (Guglielmo Tell)
- Gaetano Donizetti
  - La favorita (Alfonso)
  - Linda di Chamounix (Antonio)
  - L'elisir d'amore (Belcore)
- Giuseppe Verdi
  - Il trovatore (Conte di Luna)
  - La traviata (Giorgio Germont)
  - Un ballo in maschera (Renato)
  - Ernani (Carlo)
  - Falstaff (Falstaff)
  - Otello (Jago)
- Richard Wagner
  - Parsifal (Amfortas)
  - Die Meistersinger von Nürnberg (Beckmesser)
  - Tristan und Isolde (Kurvenaldo)
- Giacomo Puccini
  - La bohème (Marcello)
  - Tosca (Scarpia)
  - La fanciulla del West (Rance)
  - Gianni Schicchi (Schicchi)
  - Manon Lescaut (Lescaut)
  - Madama Butterfly (Sharpless)
  - Turandot (Ping)
- Georges Bizet
  - Carmen (Escamillo i Morales)
- Hector Berlioz
  - La Damnation de Faust (Mefistofele)
- Charles Gounod
  - Faust (Valentino)
- Jules Massenet
  - Thaïs (Atanaele)
- Umberto Giordano
  - Andrea Chénier (Gerard)
  - Fedora (De Siriex)
  - Siberia (Gleby)
- Ruggero Leoncavallo
  - Pagliacci (Silvio)
- Pietro Mascagni
  - Cavalleria rusticana (Alfio)
  - Il piccolo Marat (Carpentiere)
- Francesco Cilea
  - Adriana Lecouvreur (Michonnet)
- Amilcare Ponchielli
  - La Gioconda (Barnaba)
- Riccardo Zandonai
  - I cavalieri di Ekebù (Cristiano)
- Richard Strauss
  - Feuersnot (Karl)
- Ermanno Wolf-Ferrari
  - Il segreto di Susanna (Conte Gil)
  - Sly (Graf)
- Carlo Cordara
  - La tentazione di Gesù (Satana)
- Luigi Mancinelli
  - Paolo e Francesca (Gianciotto)
- Amilcare Zanella
  - Aura (Moroldo)
- Marco Falgheri 
  - Maricca (Billia)
- Gustavo Ottolenghi
  - L'espiazione
- Primo Riccitelli
  - I compagnacci (Bernardo)
- Guido Laccetti
  - I Carnasciali
- Vincenzo Michetti
  - La grazia (Tanu)
- Arrigo Pedrollo
  - Delitto e castigo (Marmeladov)
  - Terra promessa
- Guido Dall'Orso
  - Don Chisciotte